# 乾侑美子
乾 侑美子（いぬい ゆみこ、1941年6月20日 - 2010年7月4日）は、日本の児童文学の翻訳家。

## 経歴
東京都生まれ。
1964年（昭和39年）お茶の水女子大学文教育学部教育心理学専攻卒業。家庭文庫を手伝った後、児童書の翻訳を始める。

## 著書
- 『写経の古寺巡礼』（日本放送出版協会） 1997.4

### 共著
- 『月のえくぼ』（飯島太千雄共著、小学館、漢字の絵本） 1995.11
- 『雨のしずく』（飯島太千雄共著、小学館、漢字の絵本） 1995.11
- 『こわい山、やさしい山』（飯島太千雄共著、小学館、漢字の絵本） 1995.11

## 翻訳
- 『シャノン 生命あるかぎり』（レナード・ジョンソン、マーク・ミラー、佑学社） 1975
- 『ボヘミアの民話』（イルジー・ホラック編、佑学社、世界の民話シリーズ） 1976.10
- 『さんびきのちいさいどうぶつ』（マーガレット・ワイズ・ブラウン、ペンギン社） 1977.9
- 『親子ネズミの冒険』（ラッセル・ホーバン、評論社） 1978.2
- 『青い小鳥』（マリー・ドォルノワ、佑学社） 1978.2
- 『ペルシアの民話』（ヤロスラフ・ティッチィ編著、佑学社、世界の民話シリーズ) 1978.7
- 『昔話の魔力』（ブルーノ・ベッテルハイム、波多野完治共訳、評論社） 1978.8
- 『ちゃぼのバンタム』（ルィーゼ・ファティオ、佑学社） 1979.1、のち童話館出版 1995.9
- 『ジップくんこんどはなにになるの』（シルビア・ケイブニー、評論社） 1979.10
- 『ジップくんどうぶつえんへゆく』（シルビア・ケイブニー、評論社） 1979.10
- 『こうさぎたちのクリスマス』（エイドリアン・アダムズ、佑学社） 1979.11
- 『にんじんケーキ』（ノニー・ホグローギアン、評論社） 1979.11
- 『さすがのナジョーク船長もトムには手も足もでなかったこと』（ラッセル・ホーバン、評論社） 1980.5
- 『きょうりゅうくんとさんぽ』（シド・ホフ、ペンギン社） 1980.5
- 『世界のむかし話 2 ガラスの山のおひめさま ノルウェー』（バージニア=ハビランド、学校図書） 1983.9
- 『ゴリラのジュリアス』（シド・ホフ、文化出版局） 1983.12
- 『シェイクスピア物語』（ラム、小学館、フラワーブックス） 1984.2
- 『みんなみんなねむっている』（ハンス・バウマン、評論社） 1984.3
- 『語りつぐグリムの昔話』（ペンギン社） 1985.6
- 『いたずらねこのスニーカー』（マーガレット・ワイズ・ブラウン、ペンギン社） 1985.3
- 『それぞれの海へ』（ラッセル・ホーバン、評論社、文学の部屋） 1987.12
- 『本は友だち 障害をもつ子どもと本の出会いのために』（トーディス・ウーリアセーター、藤田雅子共訳、偕成社） 1989.3
- 『子どもに贈るバースデー・パーティー・ブック』（エリザベス・レアード、文化出版局） 1990.9
- 『レターズ ミセスXとの友情』（ダーク・ボガード、弓立社） 1990.10
- 『秘密の花園』（バーネット、小学館、てんとう虫ブックス） 1991.4
- 『メルヒェン』（ヨハン・ヴォルフガング・フォン・ゲーテ、あすなろ書房） 1991.11
- 『カーリンのじかん』（ウラジミール・シュクティナ、アスラン書房） 1993.5
- 『おやすみ、わにのキラキラくん』（カズコ・ストーン、福音館書店） 1993.10
- 『こまるなあおとうさん』（メイール・シャレヴ、アスラン書房） 1994.8
- 『子どもの夢を追って エリック＝カール自伝』（箕浦万里子共訳、偕成社） 1994.8
- 『おなかのすいたあかちゃんひとり』（スー・ヘラード、童話館） 1994.9
- 『世界自然保護基金』（ピーター・デントン、偕成社、世界を救う国際組織） 1996.1
- 『アンデルセン自伝 わたしのちいさな物語』（あすなろ書房） 1996.3
- 『動物げきじょう 21幕』（アリスとマーティン・プロベンセン、童話館出版） 1997.11
- 『かえでがおか農場のなかまたち』（アリスとマーティン・プロベンセン、童話館出版） 1998.4
- 『春の日や庭に雀の砂あひて E・J・キーツの俳句絵本』（リチャード・ルイス編、偕成社） 1999.6
- 『ジョン・レノン 永遠に語りつがれるスーパースター』（マイケル・ホワイト、偕成社、伝記 世界の作曲家) 1999.4
- 『1812初版グリム童話』（小学館文庫） 2000.6
- 『だれか、あそんでくれないかな』（ウルセル・シェフラー、評論社） 2000.11
- 『こわくなんかないよ、モーリッツ』（パロマ・ヴェンゼル、評論社） 2000.11
- 『なぞなぞの絵本』（ベネット・サーフ、岩崎書店） 2000.4
- 『冷たい心臓』（ヴィルヘルム・ハウフ、福音館書店） 2001.9
- 『ムーン・キング』（シヴォーン・パーキンソン、岩崎書店） 2001.12
- 『まほうつかいリリ まほうでしゅくだいをする』（クニスター、岩崎書店） 2002.11
- 『はみがき、やーだよ!』（スベトラーナ・チューリナ、評論社） 2003.6
- 『ハッカー』（マロリー・ブラックマン、偕成社、偕成社ミステリークラブ） 2003.9
- 『こいぬのチョウチョ』（スベトラーナ・チューリナ、評論社） 2004.4
- 『ホウキさんとメガネさん』（ハンスペーター・シュミット、評論社） 2004.12
- 『はる・なつ・あき・ふゆ』（ドゥブラフカ・コラノヴィッチ、評論社） 2005.9
- 『リトルレッドのクリスマス』（セーラ・ファーガソン、小学館） 2008.12
- 『メイク・ビリーブ・ゲーム』（リアノン・ラシター、小学館） 2009.8

### ロジャー・デュボアザン
- 『めうしのジャスミン』（ロジャー・デュボアザン、佑学社） 1979.1
- 『ペチューニアすきだよ』（ロジャー・デュボアザン、佑学社、「がちょうのペチューニア」シリーズ） 1978.6
- 『ペチューニアのうた』（ロジャー・デュボアザン、佑学社、「がちょうのペチューニア」シリーズ） 1978.7
- 『ペチューニアのたからもの』（ロジャー・デュボアザン、佑学社、「がちょうのペチューニア」シリーズ） 1978.8
- 『ペチューニアのクリスマス』（ロジャー・デュボアザン、佑学社、「がちょうのペチューニア」シリーズ） 1978.12

### パット・ハッチンス
- 『おまたせクッキー』（パット=ハッチンス、偕成社） 1987.8
- 『せかい一わるいかいじゅう』（パット=ハッチンス、偕成社） 1990.8
- 『いたずらかいじゅうはどこ?』（ハッチンス、偕成社） 1991.5
- 『なにしてあそぶ?』（パット=ハッチンス、偕成社） 1991.9
- 『いたずらかいじゅうビリー!』（パット・ハッチンス、偕成社） 1993.11
- 『いたずらビリーとほしワッペン』（パット・ハッチンス、偕成社） 1995.12
- 『いたずらかいじゅうのたんじょうび』（パット・ハッチンス、偕成社） 2000.10

### 「伝記 世界を変えた人々」
- 『キュリー夫人』（ビバリー・バーチ、偕成社、伝記 世界を変えた人々） 1991.4
- 『ブライユ 目の見えない人が読み書きできる"点字"を発明したフランス人』（ビバリー・バーチ、偕成社、伝記 世界を変えた人々） 1992.3
- 『ピーター・スコット WWF(世界自然保護基金)をつくり、自然保護に一生をささげたイギリス人』（ジュリア・コートニー、偕成社、伝記 世界を変えた人々） 1993.2
- 『ダーウィン 生物は、自然選択によって進化してきたという進化論をとなえ、世界観を変えた博物学者』（アンナ・スプロウル、偕成社、伝記 世界を変えた人々） 1993.6

### 「スクールバスのなかまたち」
- 『スクールバスの子ねこ』（マージョリーとアンドリュー・シャーマット、偕成社） 1994.8
- 『いじわるブライアン』（マージョリーとアンドリュー・シャーマット、偕成社） 1995.8
- 『きえたねこをさがせ』（マージョリーとアンドリュー・シャーマット、偕成社） 1995.12

### メアリ・ホフマン
- 『ストラヴァガンザ 仮面の都』（メアリ・ホフマン、小学館） 2003.12
- 『ストラヴァガンザ 星の都』（メアリ・ホフマン、小学館） 2005.8
- 『ストラヴァガンザ 花の都』（メアリ・ホフマン、小学館） 2006.12
- 『聖人と悪魔 呪われた修道院』（メアリ・ホフマン、小学館） 2008.10

### ローズマリー・サトクリフ
- 『闇の女王にささげる歌』（ローズマリー・サトクリフ、評論社） 2002.12
- 『イルカの家』（ローズマリー・サトクリフ、評論社） 2004.12
- 『ほこりまみれの兄弟』（ローズマリー・サトクリフ、評論社） 2010.8